# 60-й истребительный авиационный полк
60-й истребительный авиационный полк (60-й иап) — воинская часть Военно-воздушных сил (ВВС) Вооружённых Сил РККА, принимавшая участие в боевых действиях в Советско-японской войне, вошедшая в состав ВВС России.

## Наименования полка
За весь период своего существования полк несколько раз менял своё наименование:
- 60-й истребительный авиационный полк;
- 60-й истребительный авиационный полк ПВО;
- 23-й истребительный авиационный Таллинский полк;
- Войсковая часть/полевая почта 45010.

## Создание полка
60-й истребительный авиационный полк начал формироваться 7 мая 1939 года во 2-й Особой Краснознамённой армии на аэродроме Дземги (г. Комсомольск-на-Амуре) на самолётах И-16. По окончании формирования 16 августа 1939 года был включён в состав 31-й авиационной бригады ВВС 2-й ОКА.
| И-15 бис | И-153 | И-16 |

## Переименование полка
60-й истребительный авиационный полк после передачи из ВВС в войска ПВО несколько раз менял сове наименование на 60-й истребительный авиационный полк ПВО и обратно.

## Расформирование полка
60-й истребительный авиационный полк ПВО в августе 2000 года был объединён на аэродроме Дземги с 404-м истребительным авиационным Таллинским ордена Кутузова полком и получил наименование — 23-й истребительный авиационный Таллинский полк.

## В действующей армии
В составе действующей армии:
- с 9 августа 1945 года по 3 сентября 1945 года.

## Командиры полка
- майор, подполковник Иванов Григорий Иванович[2], 07.1944 — 31.12.1945

## В составе соединений и объединений
| Период        | Фронт (округ)                       | армия (корпус)                                                 | дивизия                                      | примечание            |
| ------------- | ----------------------------------- | -------------------------------------------------------------- | -------------------------------------------- | --------------------- |
| 07.05.1939 г. | 2-я Особая Краснознамённая армия    | ВВС 2-й армии                                                  |                                              | Дземги, И-16          |
| 16.08.1939 г. | 2-я Особая Краснознамённая армия    | ВВС 2-й армии                                                  | 31-я авиационная бригада                     | Дземги, И-16          |
| 01.01.1941 г. | Дальневосточный фронт               | ВВС фронта                                                     | 29-я истребительная авиационная дивизия      | Дземги, И-16          |
| 01.10.1941 г. | Дальневосточный фронт               | ВВС фронта                                                     | 53-я смешанная авиационная дивизия           | Дземги, И-16          |
| 01.08.1942 г. | Дальневосточный фронт               | ВВС фронта                                                     | 29-я истребительная авиационная дивизия      | Дземги, И-16          |
| 08.08.1942 г. | ПВО ТС                              | Дальневосточная зона ПВО                                       | 149-я истребительная авиационная дивизия ПВО | Дземги, И-16          |
| 01.04.1945 г. | ПВО ТС                              | Приморская армия ПВО                                           | 149-я истребительная авиационная дивизия ПВО | Дземги, Як-9          |
| 09.08.1945 г. | ПВО ТС                              | Приморская армия ПВО                                           | 149-я истребительная авиационная дивизия ПВО | Як-9                  |
| 03.09.1945 г. | ПВО ТС                              | Приморская армия ПВО                                           | 149-я истребительная авиационная дивизия ПВО | Дземги, Як-9          |
| 01.07.1946 г. | ПВО ТС                              | Приморская армия ПВО 1-й истребительный авиационный корпус ПВО | 149-я истребительная авиационная дивизия ПВО | Дземги, Як-9          |
| 01.11.1948 г. | Дальневосточный военный округ       | 9-я воздушная армия                                            | 296-я истребительная авиационная дивизия     | Дземги, Як-9          |
| 20.02.1949 г. | Дальневосточный военный округ       | 29-я воздушная армия                                           | 146-я истребительная авиационная дивизия     | Дземги, Як-9          |
| 1951 г.       | Дальневосточный военный округ       | 29-я воздушная армия                                           | 146-я истребительная авиационная дивизия     | Дземги, МиГ-15        |
| 1955 г.       | Дальневосточный военный округ       | 29-я воздушная армия                                           | 146-я истребительная авиационная дивизия     | Дземги, МиГ-17        |
| 1955 г.       | Дальневосточный военный округ       | 29-я воздушная армия                                           | 146-я истребительная авиационная дивизия     | Дземги, МиГ-17, Як-25 |
| 01.01.1957 г. | Отдельная Дальневосточная армия ПВО | Сахалинская дивизия ПВО                                        | 146-я истребительная авиационная дивизия ПВО | Дземги, МиГ-17, Як-25 |
| 01.05.1960 г. | 11-я отдельная армия ПВО            | 8-й Краснознамённый корпус ПВО                                 |                                              | Дземги, МиГ-17, Як-25 |
| 1969 г.       | 11-я отдельная армия ПВО            | 8-й Краснознамённый корпус ПВО                                 |                                              | Дземги, Су-15         |
| 01.05.1980 г. | Дальневосточный военный округ       | 1-я воздушная армия                                            | 28-я истребительная авиационная дивизия      | Дземги, Су-15         |
| 01.06.1985 г. | Дальневосточный военный округ       | 1-я воздушная армия                                            | 28-я истребительная авиационная дивизия      | Дземги, Су-15         |
| 01.05.1986 г. | 11-я отдельная армия ПВО            | 8-й Краснознамённый корпус ПВО                                 |                                              | Дземги, Су-27         |
| 01.08.2000 г. | 11-я отдельная армия ПВО            | 8-й Краснознамённый корпус ПВО                                 |                                              | Дземги, Су-27         |

## Участие в операциях и битвах
- Советско-японская война
  - Сунгарийская наступательная операция — с 9 августа 1945 года по 2 сентября 1945 года.
  - Южно-Сахалинская операция — с 11 августа 1945 года по 25 августа 1945 года.

## Итоги боевой деятельности полка
Всего за годы Великой Отечественной войны полком:
| Выполнено боевых вылетов | Сбито самолётов в воздухе                                              | Уничтожено самолётов всего |
| ------------------------ | ---------------------------------------------------------------------- | -------------------------- |
| 14                       | Встреч с самолётами противника, воздушных боёв и боевых потерь не было | 0                          |

| Су-15 | Су-27 |

## Самолёты на вооружении
| Период      | Самолёты |
| ----------- | -------- |
| 1939 — 1945 | И-16     |
| 1945 — 1951 | Як-9     |
| 1951 — 1955 | МиГ-15   |
| 1955 — 1969 | МиГ-17   |
| 1956 — 1969 | Як-25    |
| 1969 — 1985 | Су-15    |
| 1985 — 2000 | Су-27    |

## Базирование
| Период                  | Аэродром                 |
| ----------------------- | ------------------------ |
| 03.09.1945 — 01.08.2000 | Дзёмги, Хабаровский край |